# Bârlad (Fluss)
Der Bârlad (Ausspracheⓘ), bis 1993 Bîrlad geschrieben, ist ein linker Nebenfluss des Sereth in Rumänien.
Anrainerstädte sind unter anderem Tecuci und die gleichnamige Stadt Bârlad. Der Fluss hat eine Länge von 289 km, ein Einzugsgebiet von 7330 km² und (kurz vor seiner Mündung in dem Sereth) eine Wasserführung von 9 m³/s.